# الحجفاء (فرع العدين)

تعديل مصدري - تعديل

الحجفاء محلة تابعة لقرية بجيل، التابعة لعزلة الوزيرة بمديرية فرع العدين إحدى مديريات محافظة إب في الجمهورية اليمنية، بلغ تعداد سكانها 127 حسب تعداد اليمن لعام 2004.